# À Ton Étoile
 À Ton Étoile  — це другий та останній комерційний сингл гурту «Noir Désir», з альбому 666.667 Club, який вийшов у 1997 році на лейблі Barclay.
Трек «Septembre En Attendant» — це запис живого виступу, який відбувся у грудні 1996 року, у місті Нант.
Трек «Hasta Tu Estrella» — це іспанська версія заголовної пісні.

## Композиції
1. À Ton Étoile (4:28)
  - Written-By — B. Cantat* , Noir Désir '
2. Septembre En Attendant (3:17)
  - Written-By — B. Cantat* , F. Vidalenc '
3. Hasta Tu Estrella (4:26)
  - Written-By — B. Cantat* , Noir Désir'